# Agustín Gamarra
Agustín Gamarra Messia (Cusco, 27 agosto 1785 – Ingavi, 18 novembre 1841) è stato un politico peruviano.
È stato Presidente del Perù dal 1º settembre 1829 al 30 dicembre 1833 e dal 25 agosto 1838 al 18 novembre 1841.
Morì nel 1841 a Ingavi, in Bolivia, nella Battaglia di Ingavi.